# Prosotera metopora
Prosotera metopora là một loài bướm đêm trong họ Geometridae.